# Talwächter
Talwächter je výrazný skalní útvar nalézající se v údolí Amselgrund severně od obce Rathen v Saském Švýcarsku. Jedná se o výraznou asi 50 m vysokou skálu tyčící se nad hladinou přehradního jezera Amselsee. Skála byla poprvé slezena v roce 1874. Nachází se na území Národního parku Saské Švýcarsko. Skála je poprvé popsána v mapě saského kartografa Matyáše Oedera v roce 1592 pod názvem Feldstein, protože pole obce Rathen v té době sahala až pod úpatí skály.